# 空飛ぶカヌー
空飛ぶカヌー（そらとぶカヌー、英 Bewitched CanoeまたはFlying Canoe、仏 Chasse-Galerie）は、カナダのケベック州に伝わる民話である。

## 概要

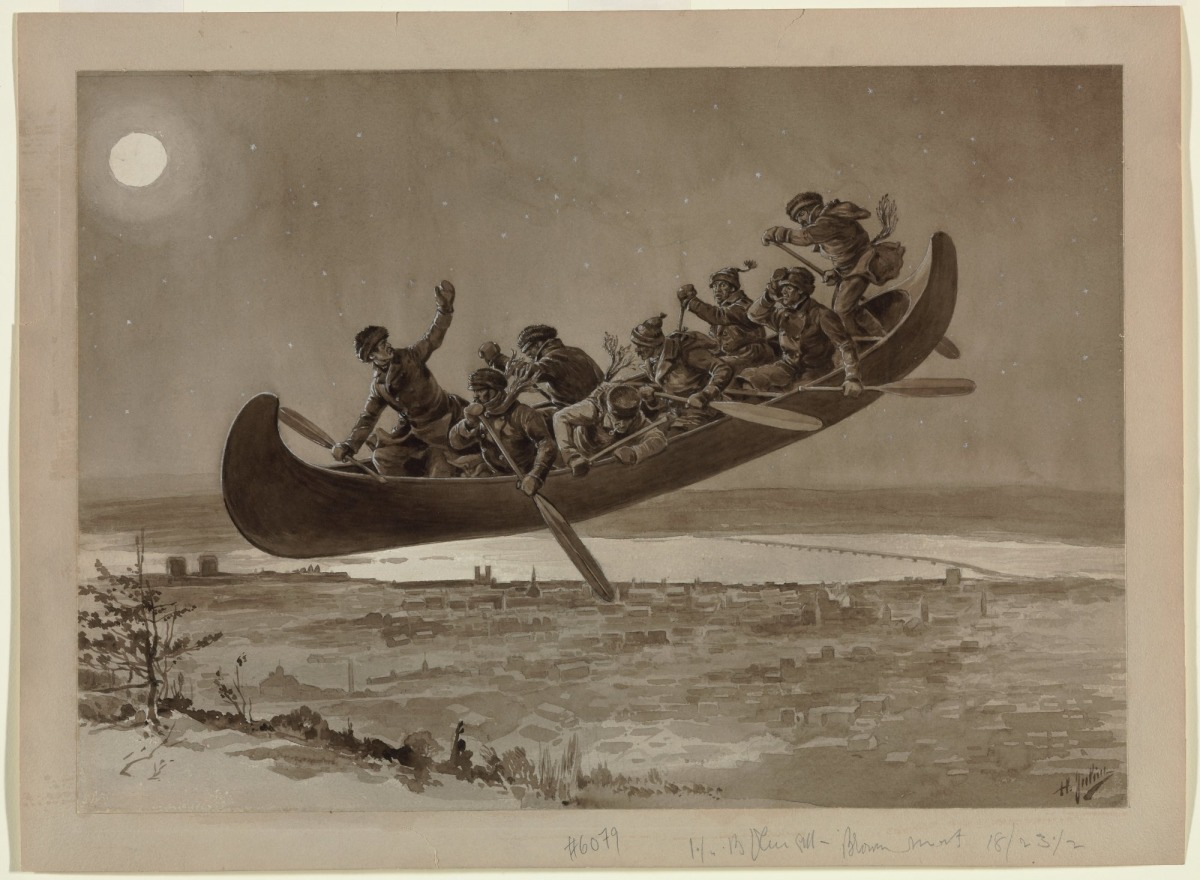
空飛ぶカヌー アンリ・ジュリアン画

1822年の大みそか、ガティノー川の近くの森の奥にある木こり小屋。厳しい寒さの冬は、ここは陸の孤島となり、雪が小屋のそばに高く積もっていた。木こりたちやコックのジョーは、酔っ払って眠っていたが、深夜、ジョーは木こりのバティストに揺り起こされた。バティストは、遠く離れた町にいる恋人に、大みそかの夜だけでも一目会いたいと思い、その連れにジョーを誘ったのだった。朝までには戻れるとバティスト。しかし、どうやって300マイル（480キロ）の距離を、深い森を抜け、雪をかきわけて移動して、仕事に間に合うように戻れるというのか？バティストはカヌーを使うと言う。
実は、バティストは悪魔と契約を結んでいたのだった。悪魔の「空飛ぶカヌー」を使う代わりに、イエス・キリストの名を口にしないこと、カヌーで移動する際に、教会の屋根の十字架にも触れないと約束しなければならない。バティストは、他に一緒に行く8人に、酒を一滴たりとも飲まないと、約束させていることもジョーに教えた。しらふでなければ悪魔との契約は守れない、守れなければ、悪魔に魂を売り渡してしまうことになる。
バティスト、ジョーと他の男たちが、どうにかカヌーに乗り込んだところで、悪魔のぼんやりとした姿が現れ、みんなは凍えるような暗闇の中にカヌーを漕ぎ出した。ジョーのはるか下の方に凍ったガティノー川や、多くの村や、教会の尖塔が見え、そしてモントリオールの街の明りが見えてきた。
カヌーはほどなくして目的地に着いた。大みそかのパーティーがにぎやかに行われていて、フィドルが盛大に曲を奏で、みんなが楽しそうに部屋の中を踊りまわっていた。木こりたちが、こんなに早く到着したことに、誰も疑問を持つこともなく、新しい客を歓迎し、抱きしめた。男たちは踊りに加わった。
踊っているうちに午前4時になった。時間通りに仕事に取りかかるため、みんなは戻らなければならなくなったが、ジョーの目に飛び込んできたのは、こともあろうに酔っ払っているバティストの姿だった。一体なんということだ、バティストが音頭を取らなければならないのに！
カヌーが闇夜に浮かび上がった時、バティストの手元は危なっかしくふらついていた。モントリオールの上空では、もう少しでカヌーが教会の尖塔にぶつかるところだった。さほどに進みもしないうちに、カヌーは吹きだまりに突っ込んだ。
恐ろしいことに、悪魔は皆の魂を盗もうとしているのだ。皆はバティストを縛ってさるぐつわをかませ、ジョーにこの場を仕切らせた。最初の数マイルはどうにか進んだが、バティストが突然縄をほどいてカヌーを漕ごうとした。漕ぐんじゃない、バティスト！震えと恐ろしさとで、ジョーの漕ぐカヌーは、大きな松の木にぶち当たった。みんなはカヌーから放り出された。
朝になって、小屋に残った木こりたちが彼らを見つけ、恐らく、飲み過ぎて外に出たのだろうと考えた。ありがたいことに、悪魔の恐ろしい復讐はなかった。ジョーと仲間たちは、他の木こりには、本当のことは言わなかった。
その後、この話はアレンジされてケベック州内に広まっている。
アカディアではカヌーは漁船となり、ガスペではタラを入れる容器となり、セントローレンス川下流域では、酒盛りをやっている面々が上下さかさまの馬車、あるいは大きな豚に乗って空を飛ぶという話になっている。
マドレーヌ諸島では、カヌーが夜空を疾走する時に、わめき声やおそろしい叫び声、がちゃがちゃいう鎖の音が聞こえるという。

この物語は元々、フランスのギャルリという貴族が、狩りに夢中なあまり、日曜日の礼拝をさぼったため、罰として、夜空を、馬や吠えたける狼に追われながら駆け巡ることになってしまう話が基になっている。

## 関連事項

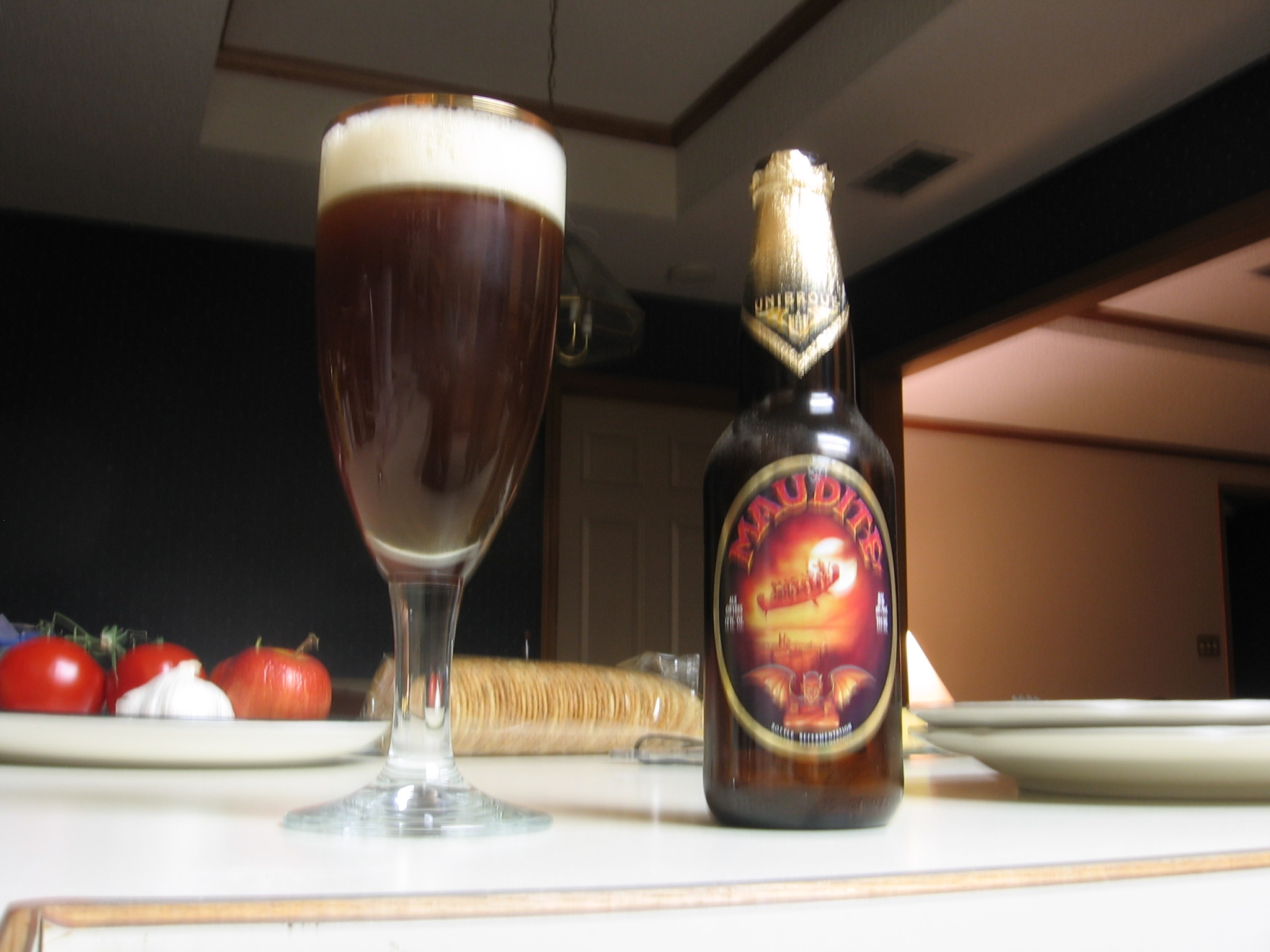
ムーデイト

- カナダでは、1991年に、この物語をモチーフとした記念切手が発売されている[2]。
- 1996年に、カナダ映画製作庁は、この物語をベースにした、10分間のアニメ映画を製作した[3]。
- モントリオールにある遊園地La Rondeの、水上ジェットコースターLa Pitouneのコースの上には、このカヌーの像が作られている[4]。
- ユニブローUnibroue社のエール、ムーデイトMauditeのラベルには、このカヌーと悪魔がデザインされている[5]。
- カナダのシンガーソングライター、クロード・デュボワは、1992年にChasse Galerieという曲を発表している[6]。
- モントリオールのフォークメタルバンド、ブラックガードが2009年に発表したアルバムProfugus Mortisに、このカヌーの意匠が使われている。このアルバムにはThe Last We Wageという曲が納められているが、歌詞はこの物語にちなんでいる[7][8]。
- バンクーバーオリンピックの開会式では、このカヌーを模した青いカヌーが空中に吊り下げられ、そのカヌーに乗っているアシュレー・マクイサークによりヴァイオリンの演奏が行われた[9][10]。